# Sirete
Sirete is een bestuurslaag in het regentschap Nias van de provincie Noord-Sumatra, Indonesië. Sirete telt 784 inwoners (volkstelling 2010).